# Băile Sărate din Turda

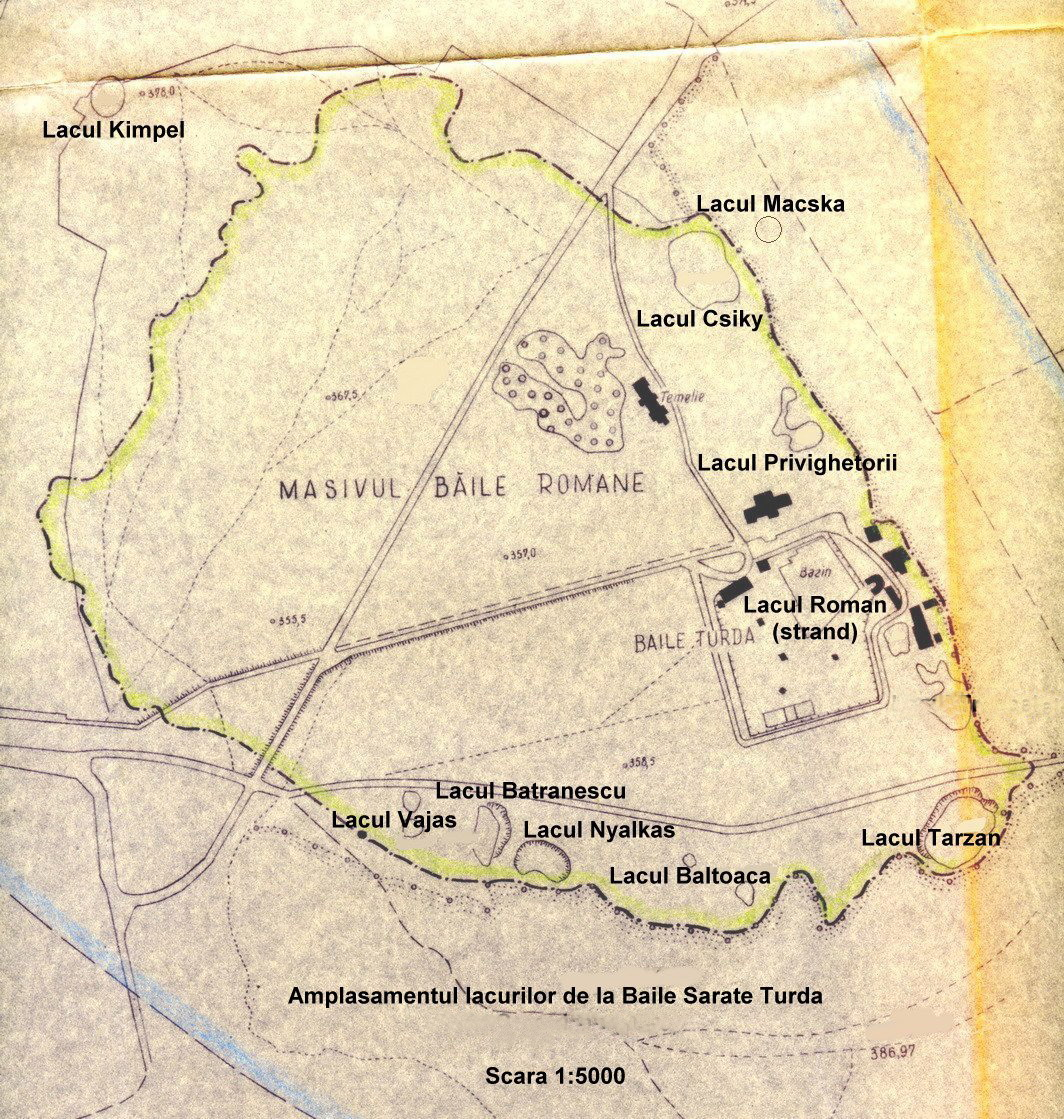
Băile Sărate
(amplasamentul lacurilor)

Primele exploatări romane la Turda au fost cele de la Băile Sărate („Turda-Băi”), apoi cele de la Durgău-Valea Sărată. 

## Generalități
Băile Sărate se află intr-o zonă depresionară, inconjurată de păduri, la o altitudine medie de 360 m, constituind cel de al doilea areal al rezervației naturale "Sărăturile Ocna Veche". 
Harta Iosefină din anii 1769-1773 arată că la Băile Sărate existau atunci 16 lacuri.
Zona Băilor Sărate este folosită ca microstațiune balneară încă din anul 1834. Inițiativa amenajării zonei se datorează dr. József Hanko și farmacistului Lajos Velits (un reputat farmacist din secolul al XIX-lea) care au înțeles rolul profund curativ pe care îl au apele sărate ale zonei. 
Alte amenajări au urmat în perioada interbelică (în lemn), apoi în anii 50 ai secolului al XX-lea, precum și în ultimii anii (după privatizarea complexului). Capacitatea ștrandului este de aprox. 8.000 de persoane. „Lacul Roman” (ștrandul), cu o adâncime de 14,2 m și o concentrație a sării de aproximativ 46-48 la mie, are calități curative deosebite, ajutând la tratarea afecțiunilor reumatice, ginecologice, afecțiunilor aparatului nervos periferic etc. Nămolurile de la Băile Sărate sunt terapeutice, au un potențial enzimologic și microbiologic și se utilizează de vizitatori în balneoterapie.
În colțul sud-vestic al bazinului izvorăște dintr-o fântână de slatină Pârâul Aluniș (Pârâul Moghioruș, Pârâul Mic Sărat), afluent de stânga al râului Arieș.
În anul 1936 s-a construit la Băile Sărate un hotel (lângă movila din centrul bazinului), prăbușit după scurt timp, din cauza amplasării sale pe un teren alunecos, instabil (pe hartă este însemnat „temelie“). A urmat un proces de despăgubiri, dar dosarul a fost închis definitiv în timpul războiului.

## Masivul de sare
Intre 1967-1970 ISEM-Bucuresti (Intreprinderea de Stat pentru Explorări Miniere) a executat la Băile Sărate Turda un foraj de cercetare de mare adȃncime. Forajul a interceptat masivul de sare la o adȃncime de 3,80 m și a rămas în sare pȃnă la adȃncimea de 2870 m. Diapirul de sare are în acest loc deci o grosime de peste 2850 m.

## Lacurile
Aici au fost identificate 16 lacuri antroposaline (inclusiv actualul ștrand, căruia i se spune și „Lacul Roman”). Toate aceste lacuri au fost vechi exploatări romane sau medievale de sare, umplute cu apă în cursul timpului. Romanii lucrau numai la suprafață, în gropi patrulatere, până la o adâncime de 12-15 m, de unde sarea se putea scoate ușor pe punți alunecoase și cu aparate simple de ridicat, după care o părăseau și începeau alta. Așa au extras romanii sarea peste tot în Ardeal, iar excavațiile părăsite au devenit lacuri. 
Cele mai importante lacuri sunt:
- „Lacul Roman” (ștrandul, 0,37 ha, 3,15 - 3,75 m adâncime, salinitate 40 g/l măsurată vara la suprafața apei). Lucrările de amenajare ca ștrand din anii '20 ai secolului al XX-lea i-au schimbat radical aspectul inițial. Originea: două cariere romane de sare, învecinate, de mică adâncime. Adâncimea de 5,25 m, măsurată în colțul de nord al lacului, de către I.Maxim, cu ocazia cercetărilor din 1936, nu a mai fost regăsită. Măsurătorile batimetrice, efectuate în vara anului 1978, reliefează existența unui fund aproape plat, adancimile apei fiind cuprinse, exceptând bazinul artificial pentru copii, între 3,15 si 3,75 m.
- „Lacul Privighetorii” (0,04 ha, 7,50 m adâncime), botezat cu acest nume de către Ion Al. Maxim în 1937. S-a aruncat în el peste un vagon de pământ la lucrările de construcție a hotelului învecinat (hotel prăbușit în anii '40 ai secolului al XX-lea). Adâncimea maximă, găsită în cursul lucrărilor de batimetrie din vara anului 1978 este de 7,50 m.
- „Lacul Tarzan” („Lacul fără Fund”[3]) - 0,40 ha, 19 m adâncime. Adâncimea maximă, întâlnită cu ocazia lucrărilor batimetrice executate în vara anului 1978, a fost de numai 11,20 m, față de cercetări batimetrice mai vechi (I.Viski, 1911 după I.Maxim, 1937) ce indicau adâncimea de 19 m. Este amplasat pe locația celei mai vechi mine exploatată în perioada secolelor al XII-lea și al XIII-lea.
- „Lacul Csiky”[4] – 0,60 ha, 5 m adâncime. Adâncimea maximă întâlnită în vara anului 1978, este de 5,66 m.
- "Lacul de pompare" ("Szivattyus tó"): denumit așa de Jenö Viski în 1911. În 1926 lacul nu mai exista. A fost un lac sărat mic, cu adâncimea de 5 m. Din el se pompa apa sărată pentru Băile Calde. Mai târziu, s-a pompat apă sărată din Lacul Roman pentru fostele Băi Calde, situate lângă ștrand (băi demolate în anii 60-70 ai secolului al XX-lea).
- “Lacul Kimpel”: suprafața sa nu depășește 850 mp, însă adâncimea lui (32 m, măsurată în anul 2007) este semnificativă în raport cu diametrul (38 m). Lacul este situat pe locația unei vechi exploatări subterane din Evul Mediu[5].
- „Lacul Vajas”
- „Lacul Nyalkas” (“Lacul Mocirlos”)
- “Lacul Bătrânescu”
- “Lacul Băltoaca”
- “Lacul Grădinii Zoologice” („Lacul Troacelor”) - Singurul lac natural (pe carst salin – 0,11 ha, 1,5 m adâncime) este folosit de Grădina Zoologică din apropiere.
- “Lacul Macska” (“Lacul Pisicii”)

## Galerie de imagini

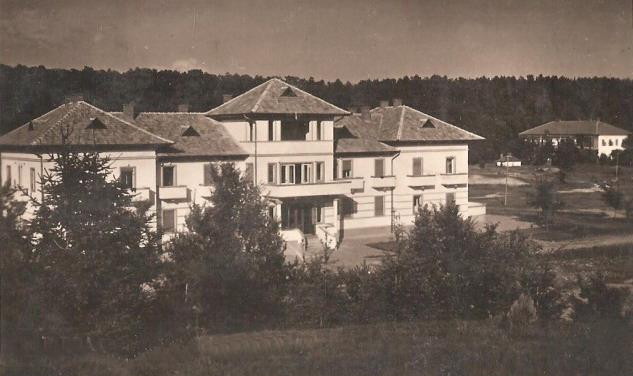
Hotelul turistic în anul 1940 (prăbuşit ulterior)
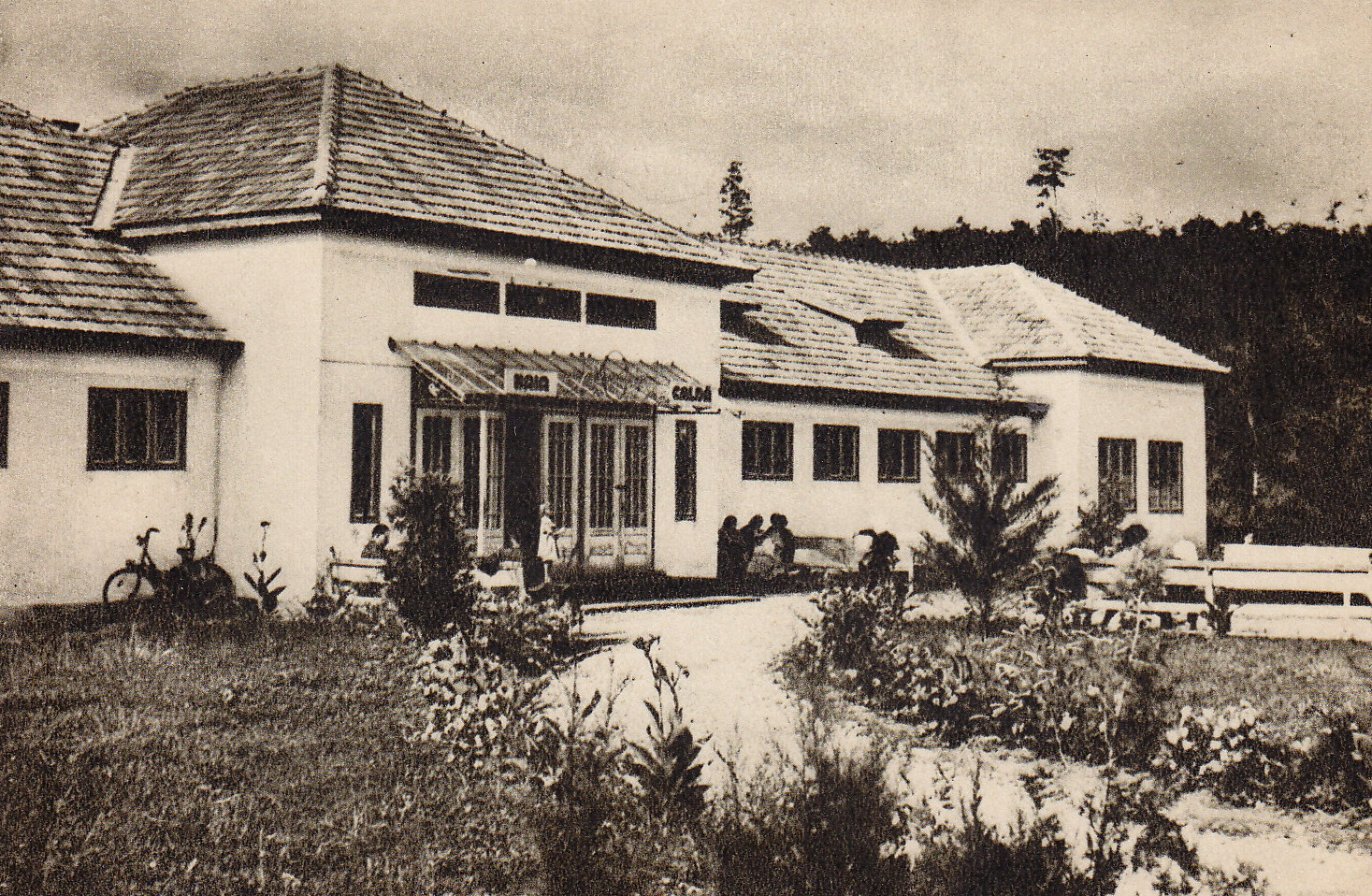
Clădirea Băilor Calde în anii 1960 (ulterior demolată)
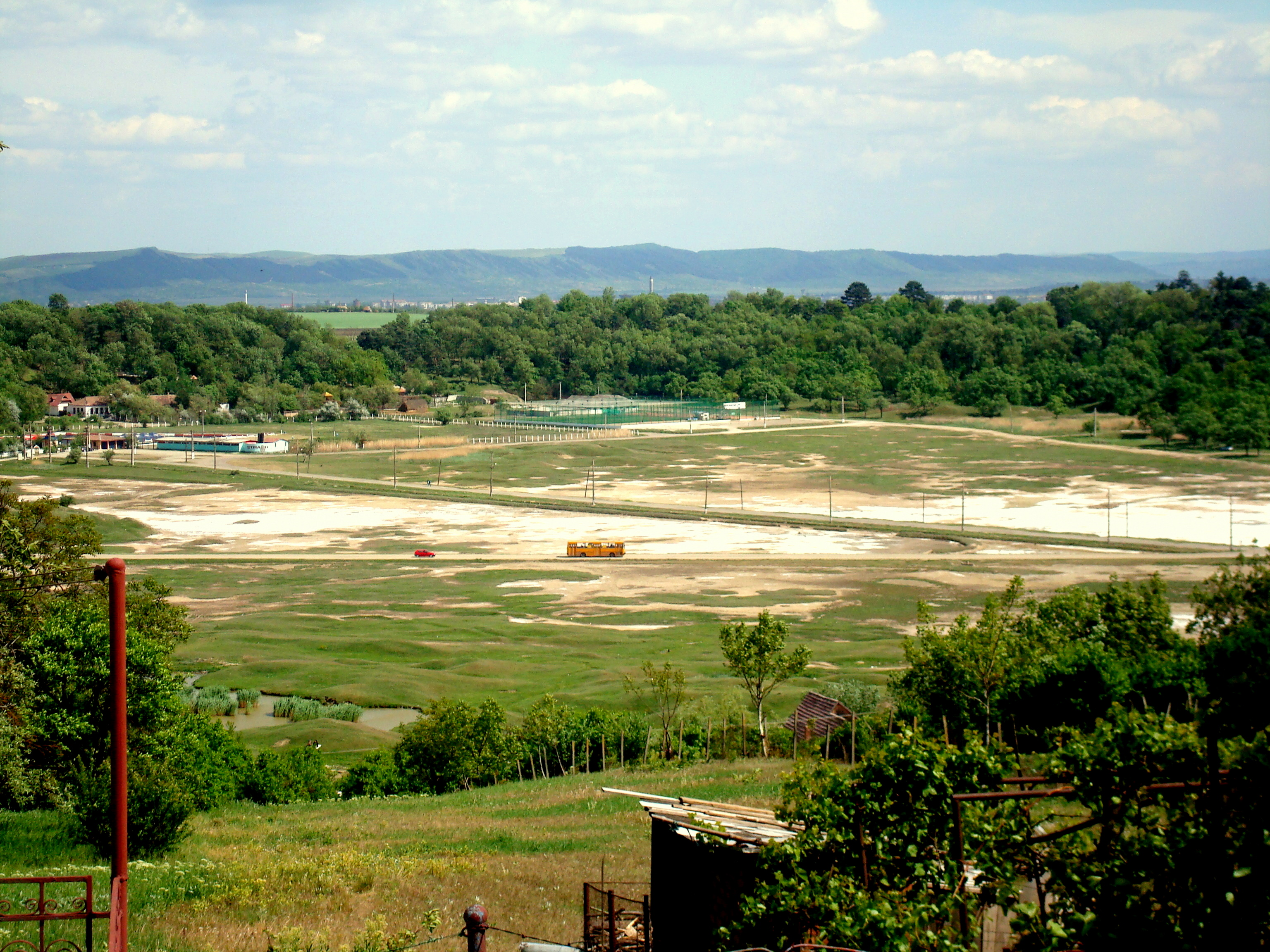
Băile Sărate (vedere de pe str. Frăgărişte)
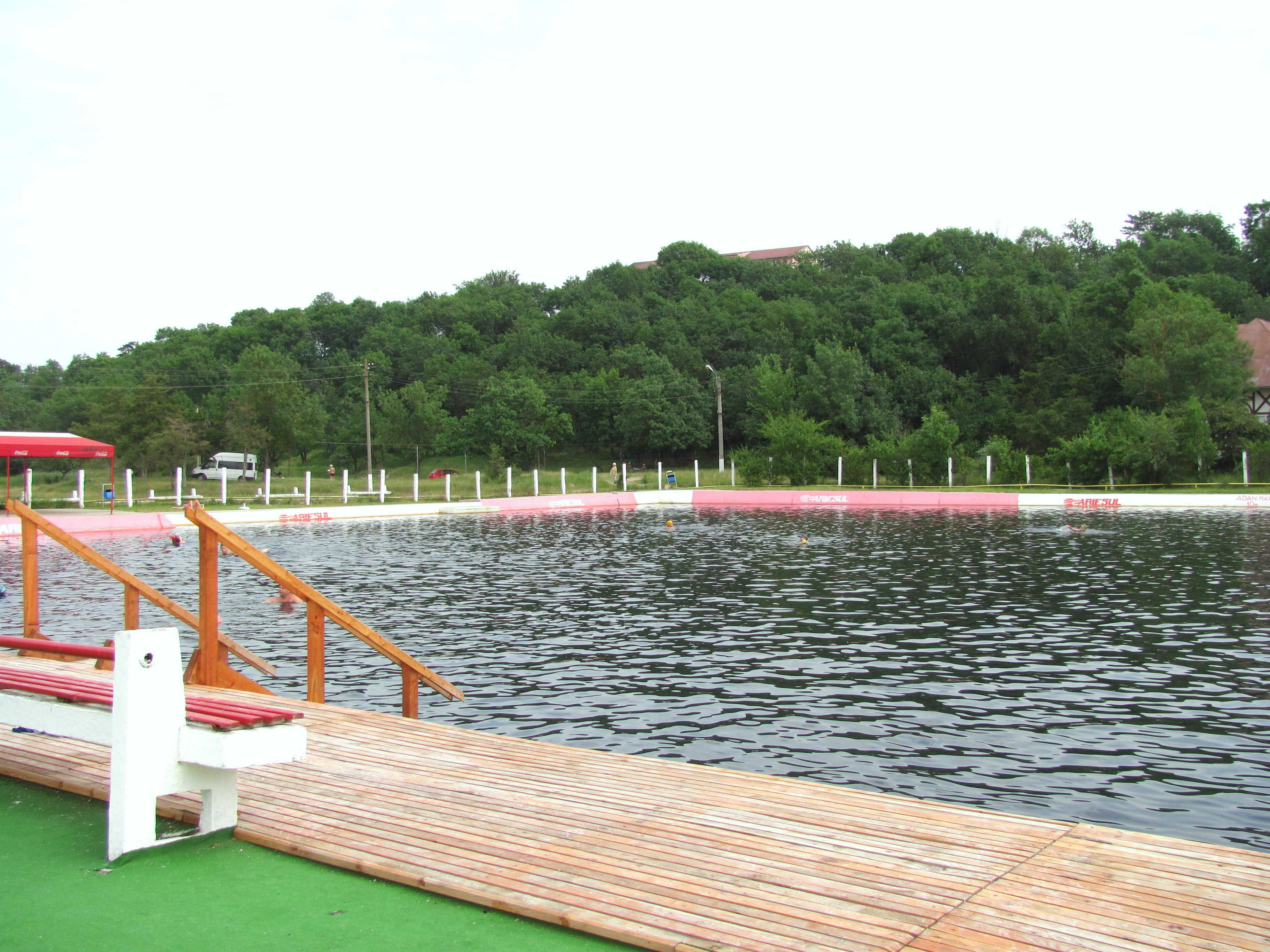
Lacul Roman (ştrandul)
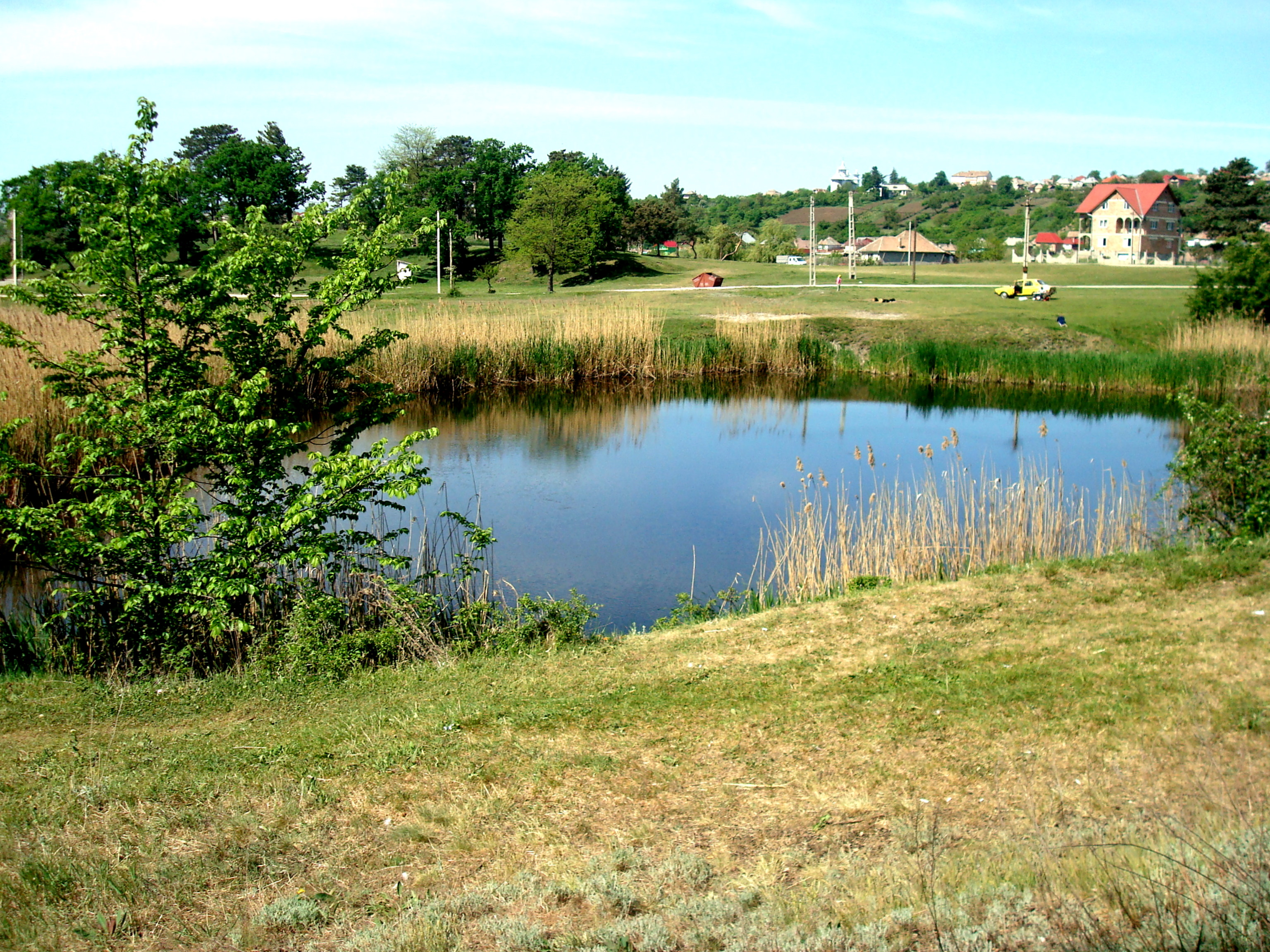
Lacul Privighetorii
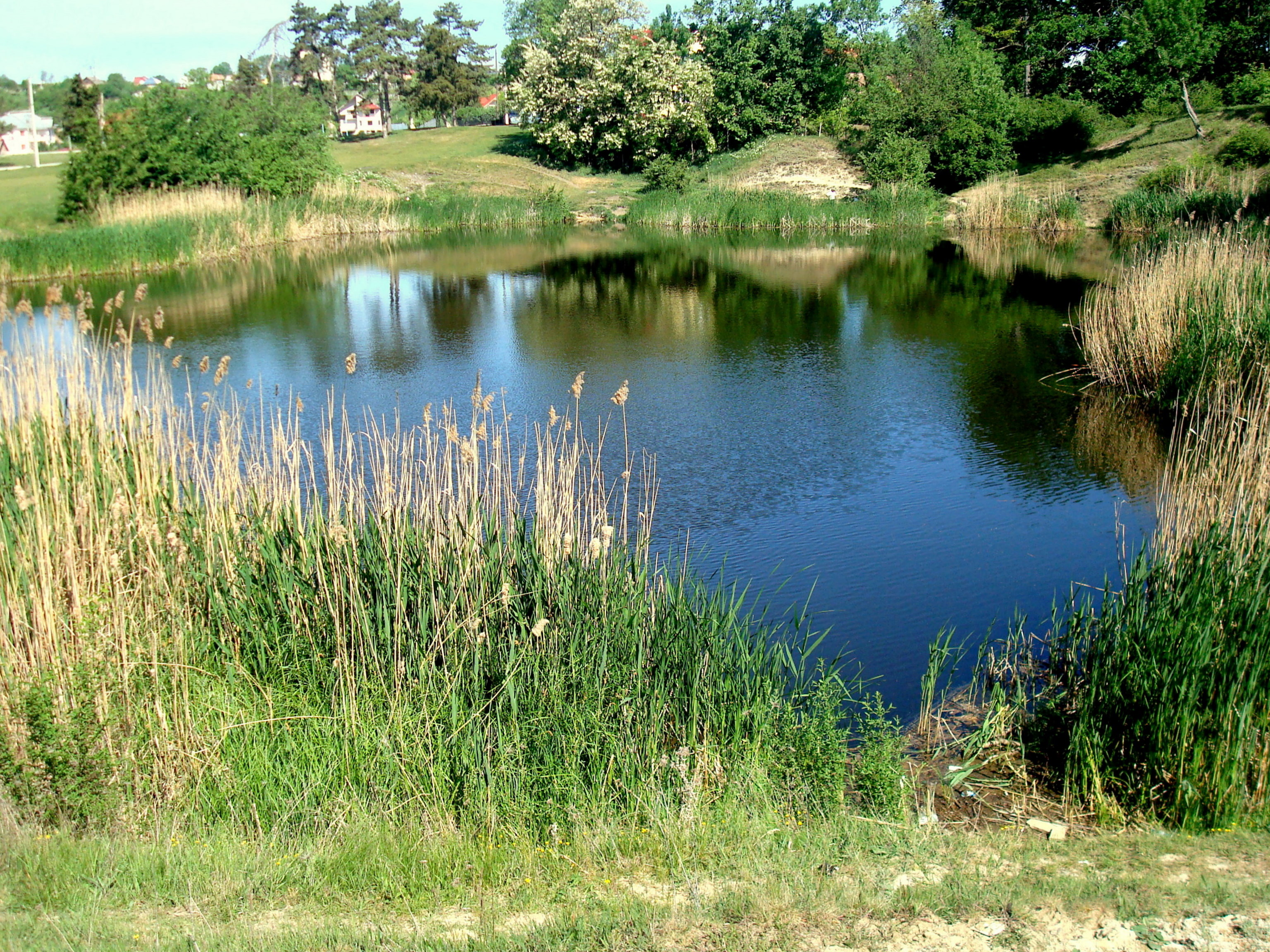
Lacul Csiki
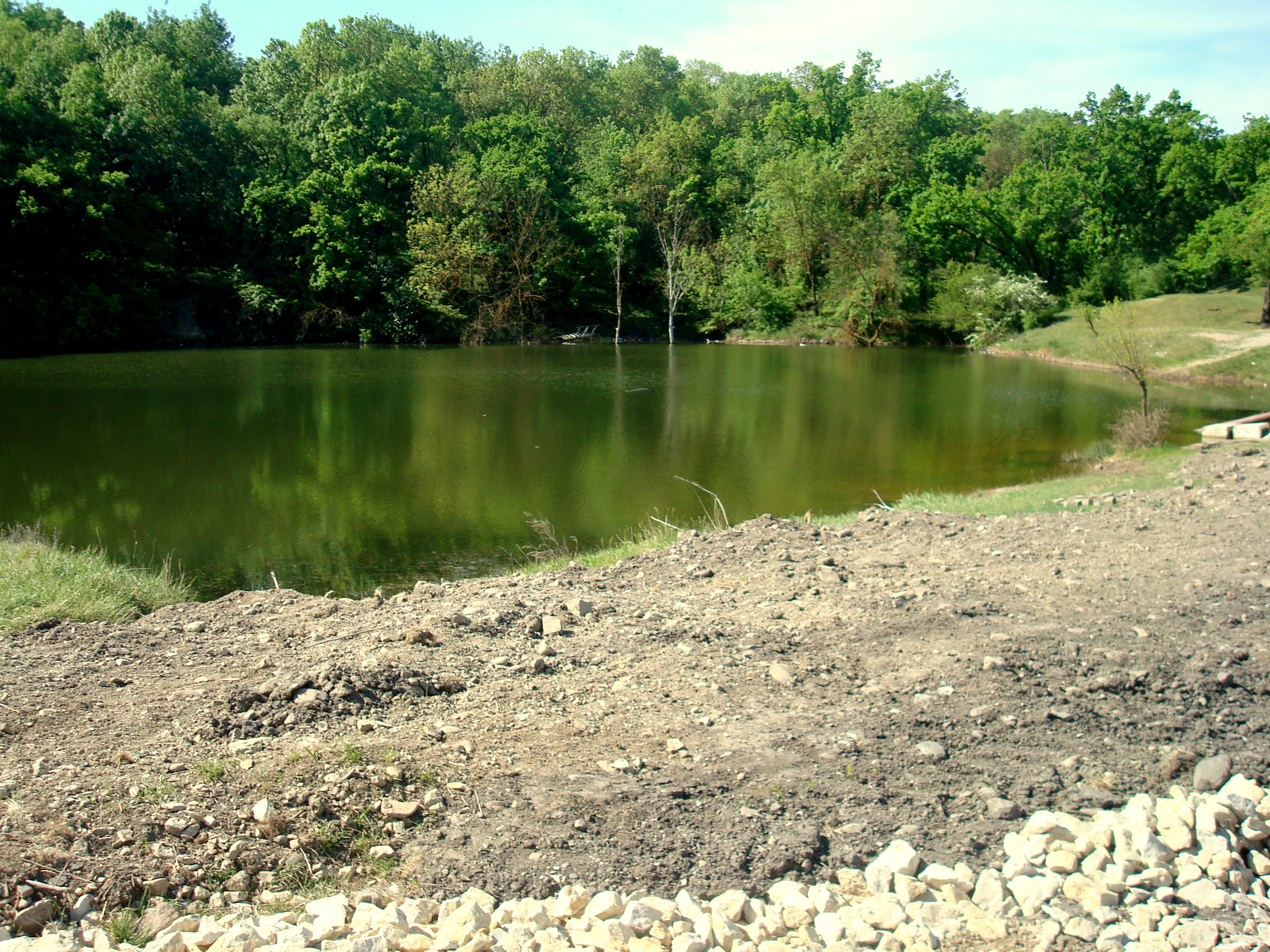
Lacul Tarzan (Lacul fără Fund)
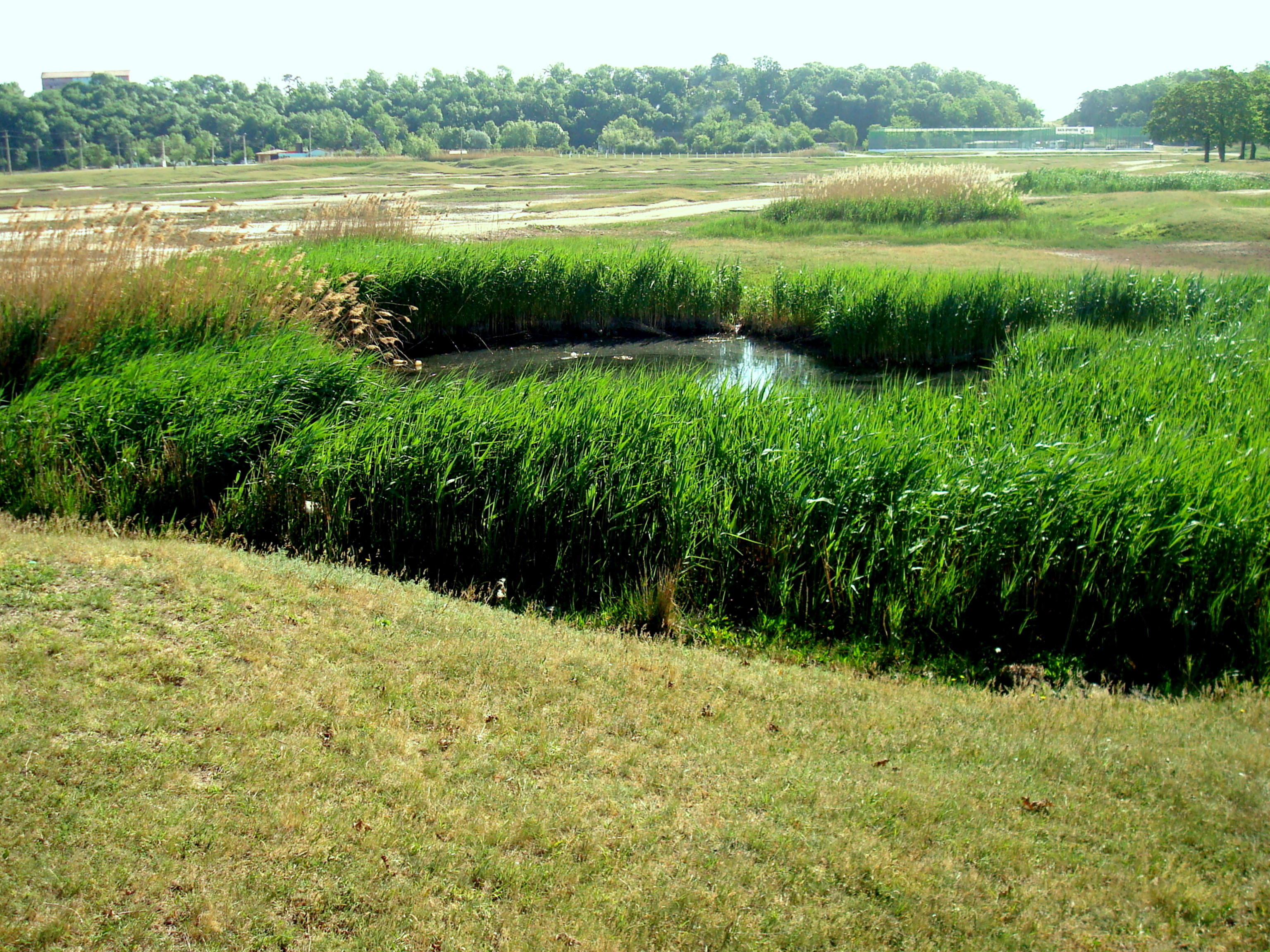
Lacul Vajas
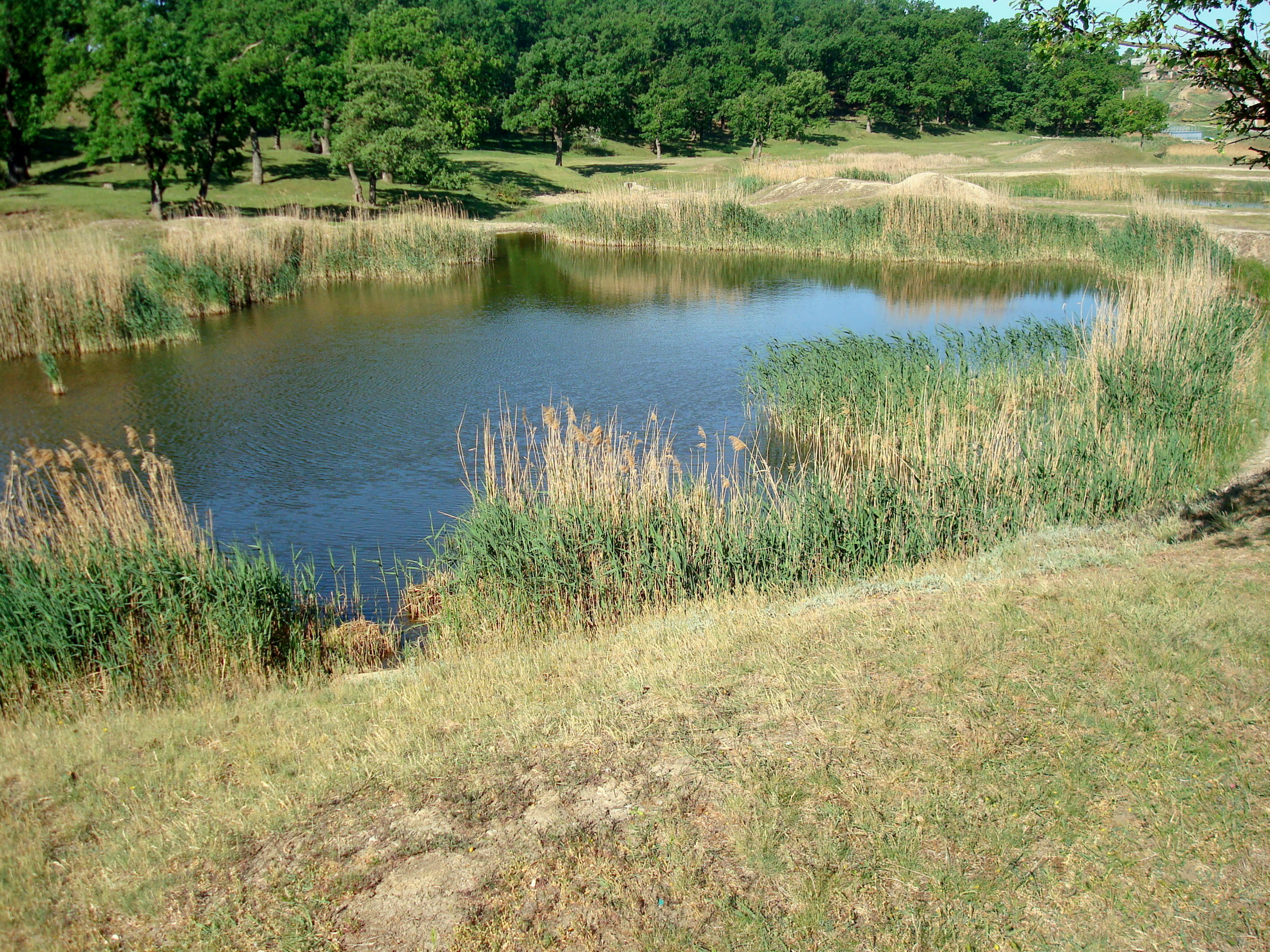
Lacul Nyalkos (Lacul Mocirlos)
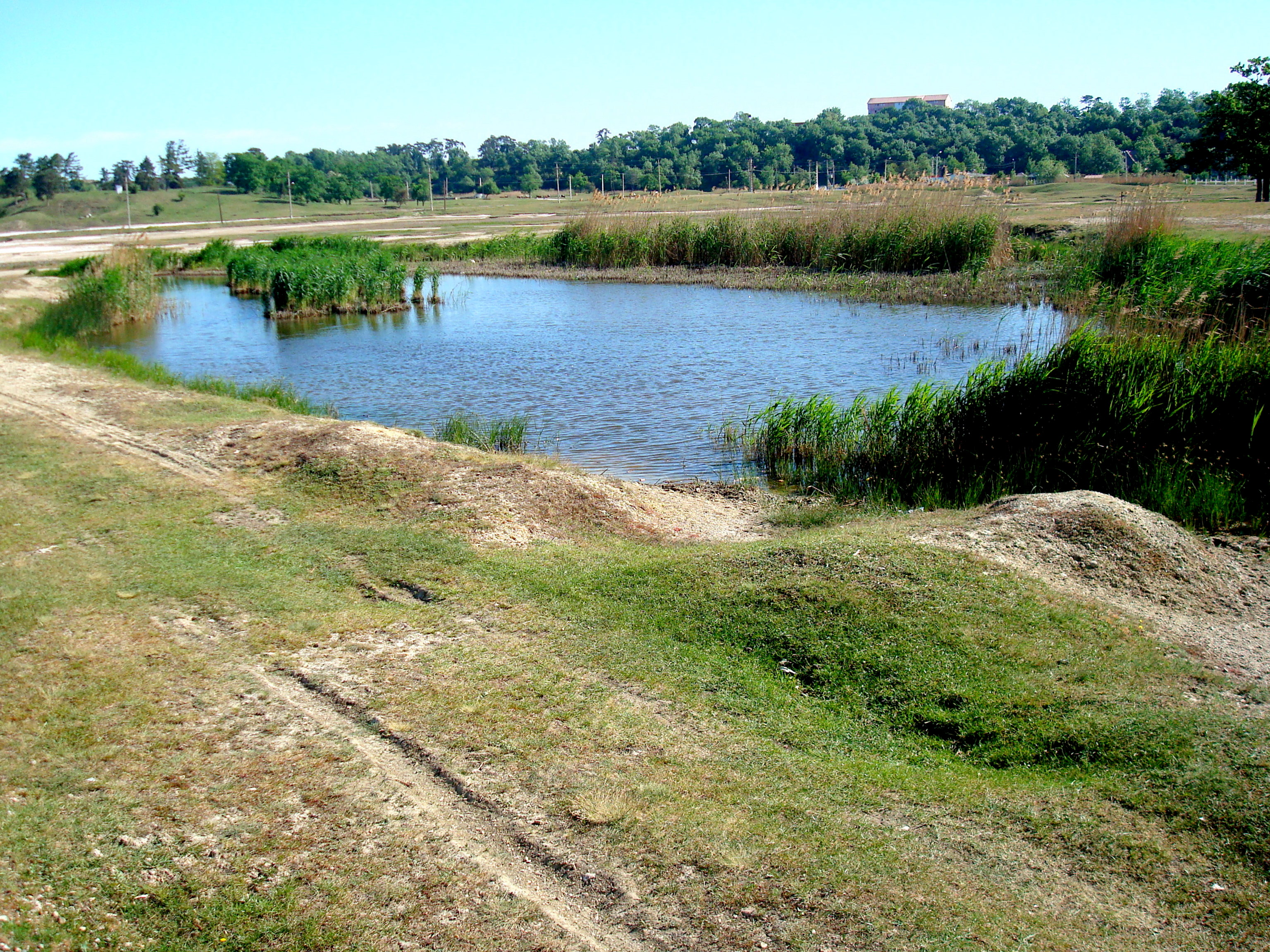
Lacul Bătrânescu
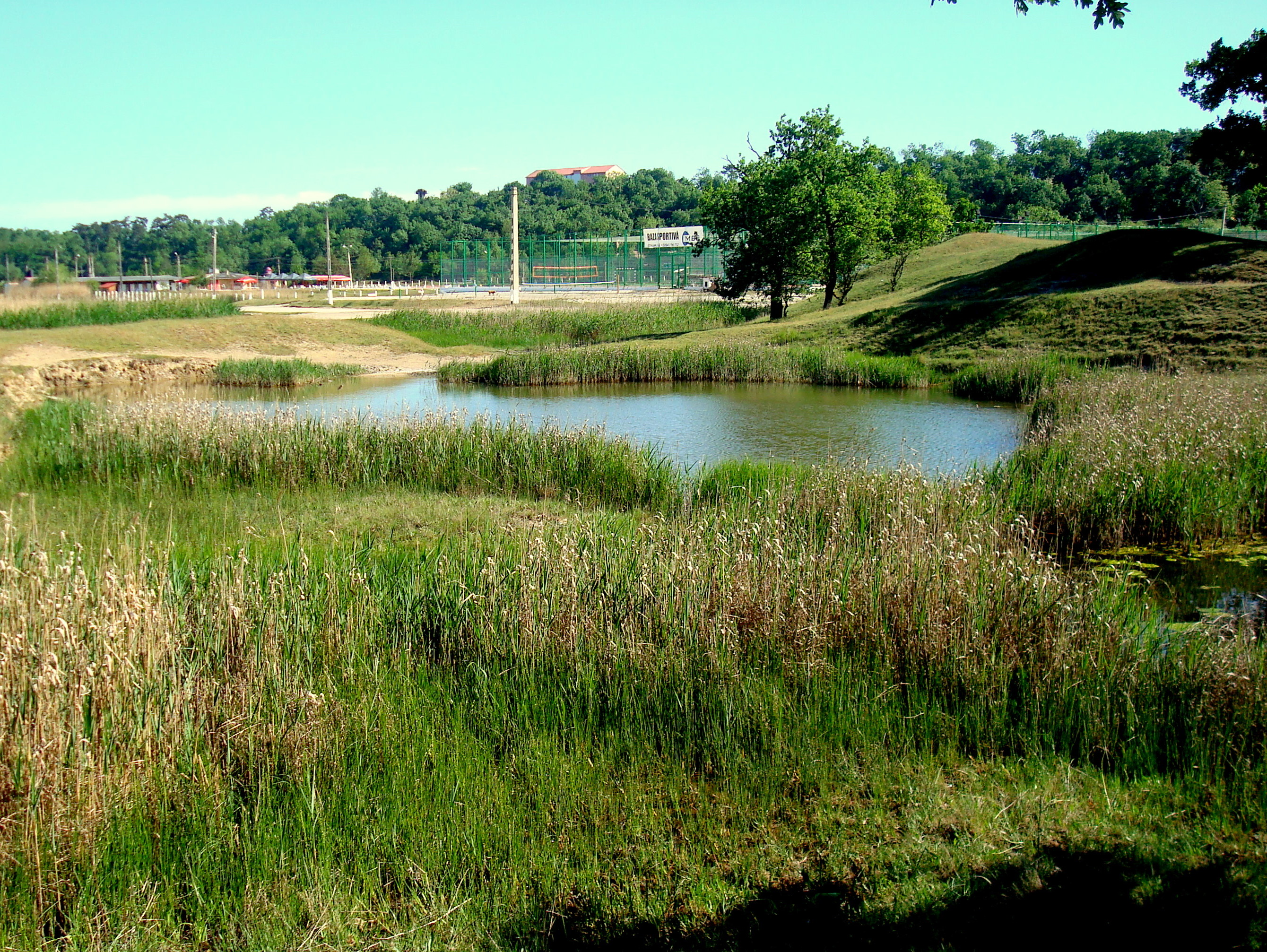
Lacul Băltoaca
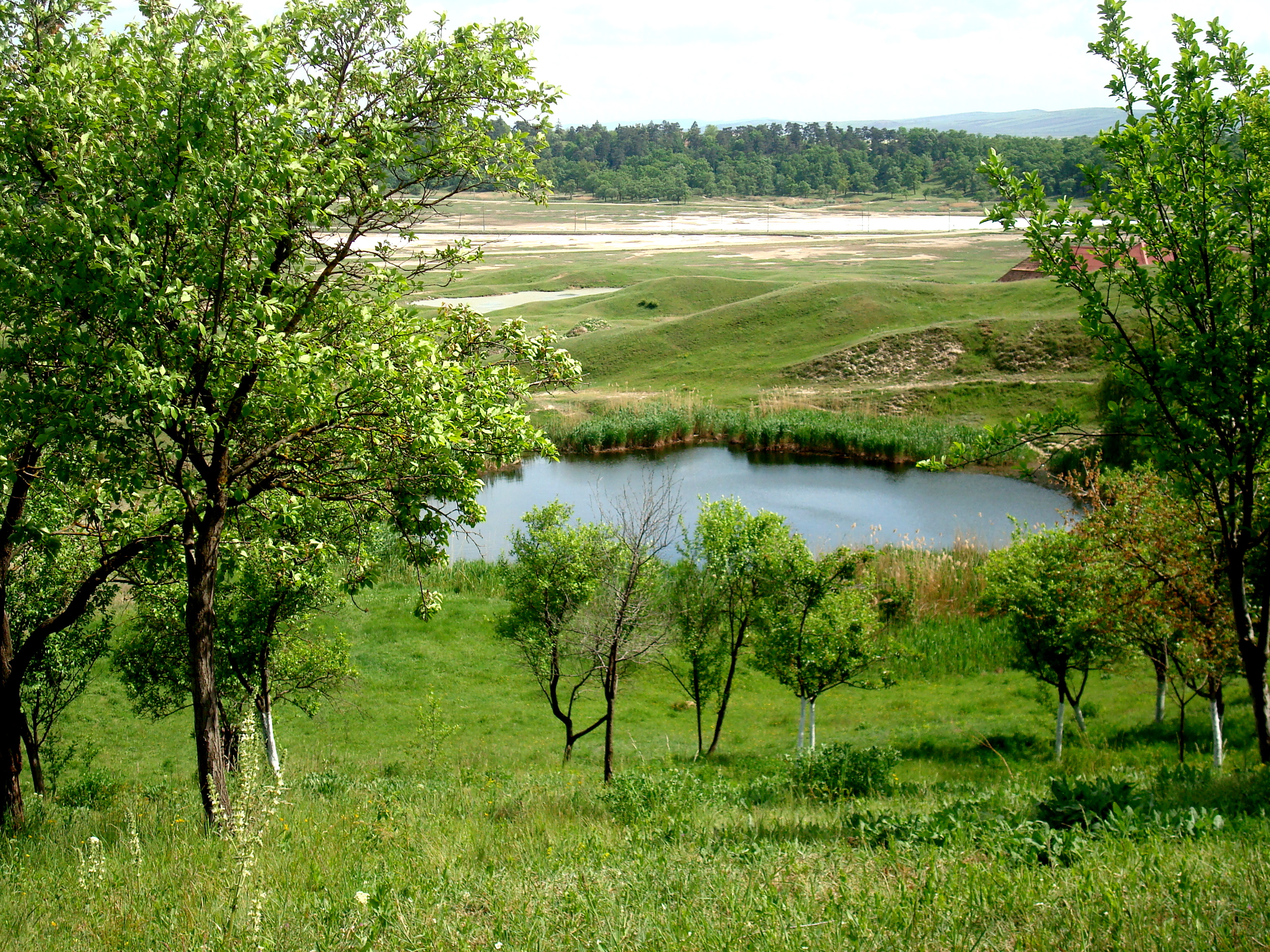
Lacul Kimpel
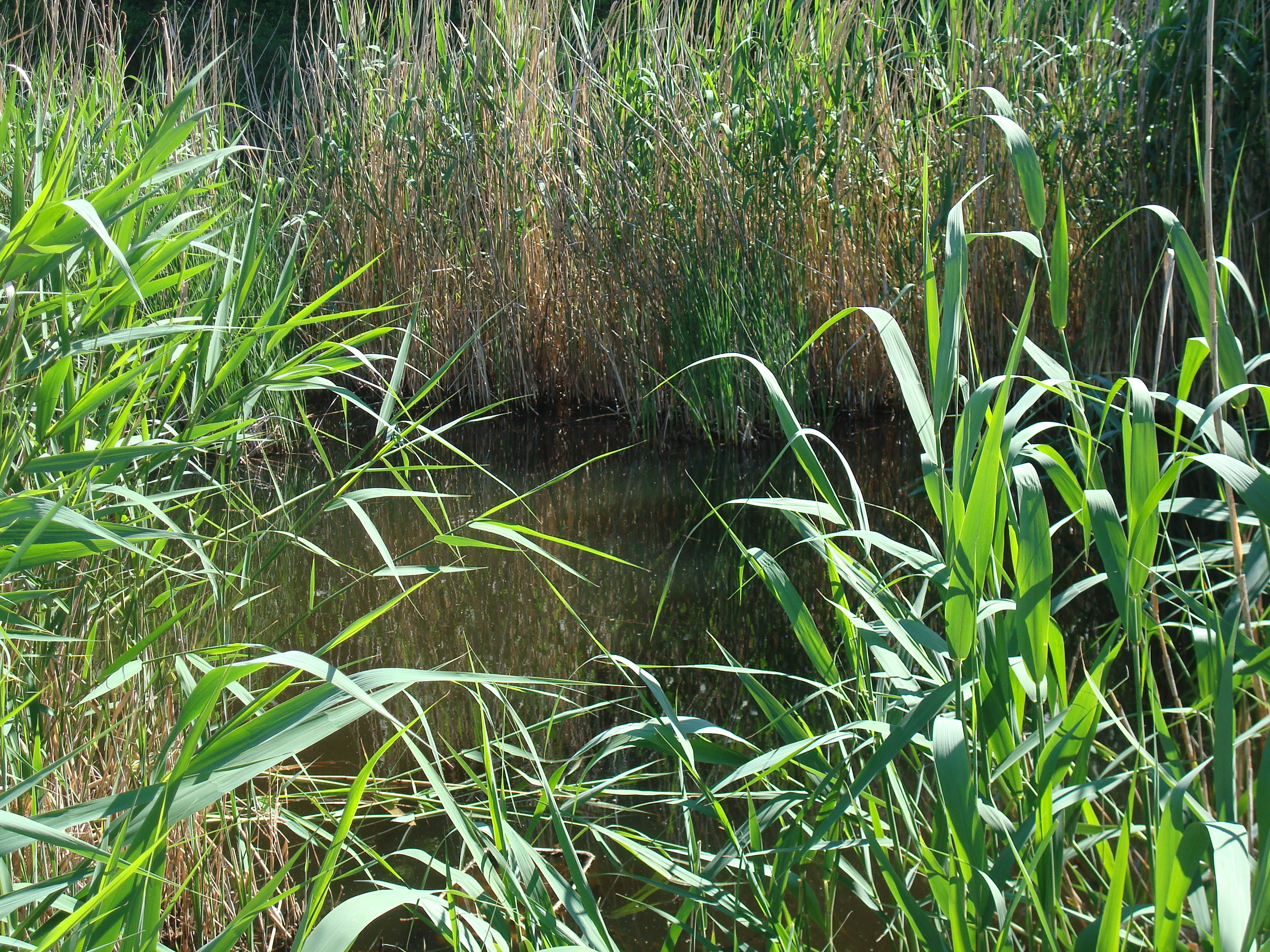
Lacul Macska (Lacul Pisicii)
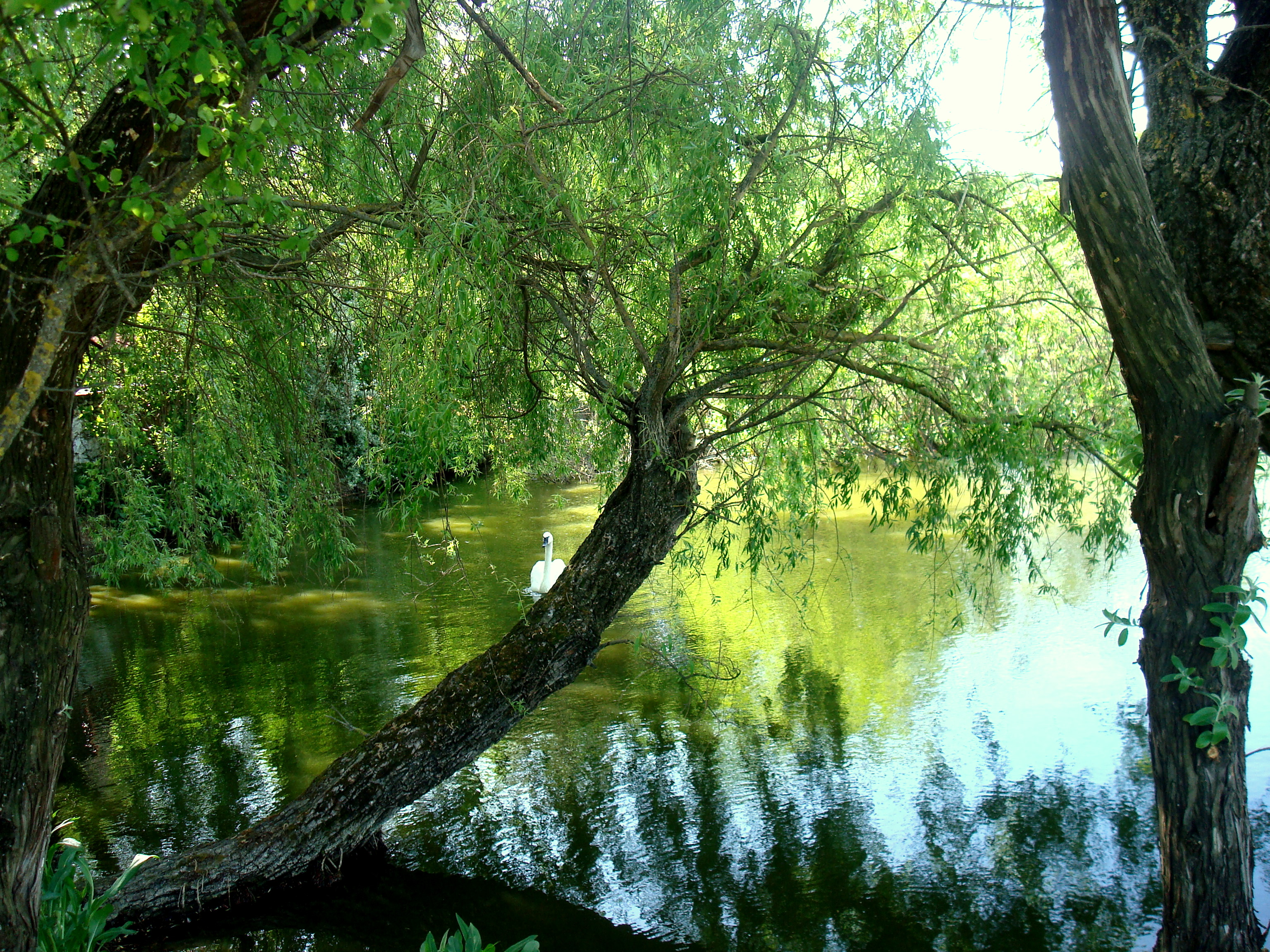
Lacul Grădinii Zoologice Lacul Troacelor
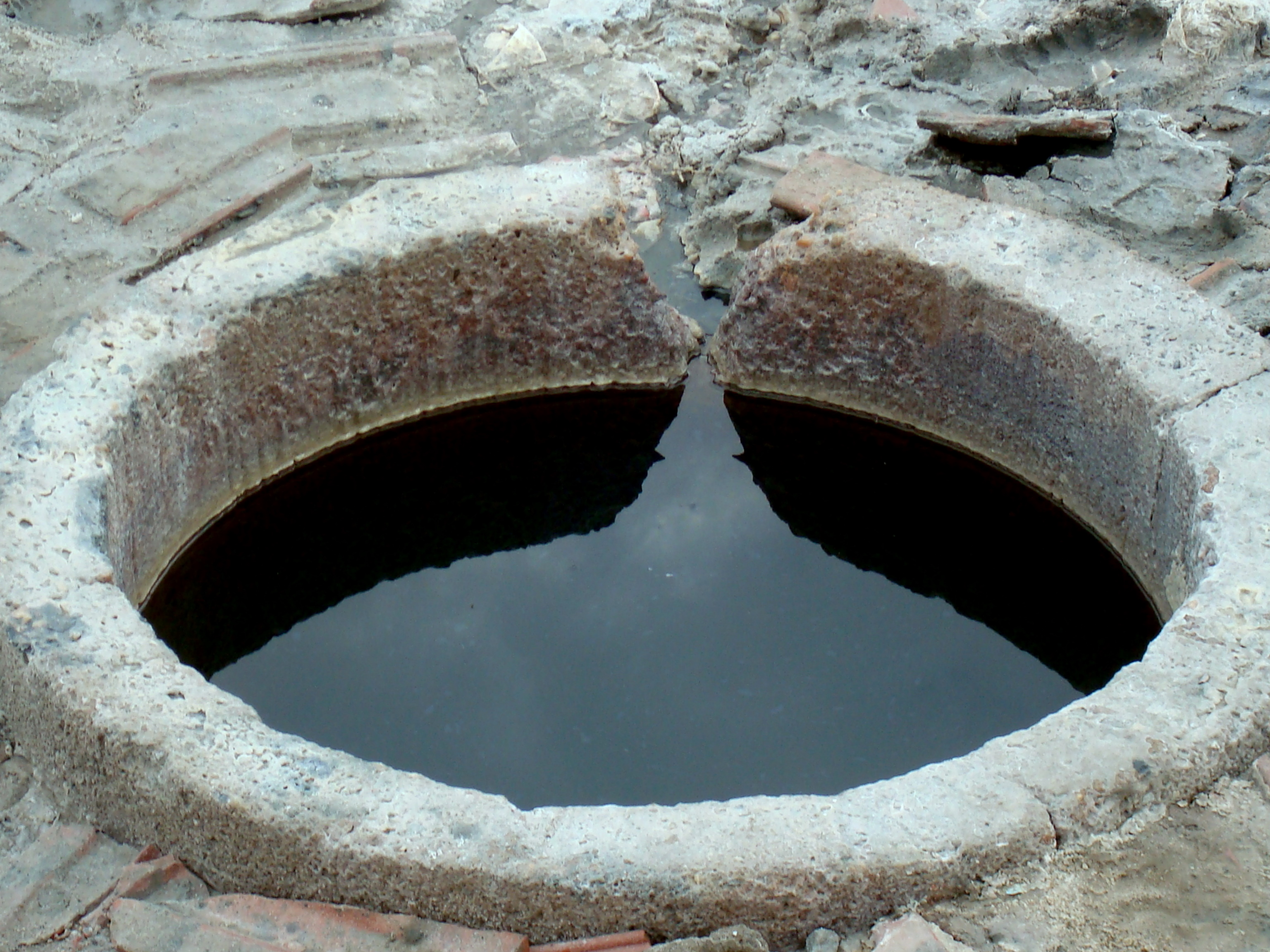
Izvorul sărat al Pârâului Aluniș (Pârâul Mic Sărat, Pârâul Moghioruș) (“murătoare”)